# Цоньо Василев
Цоньо Василев (болг. Цоньо Василєв, 7 січня 1952, Тирговиште — 2 червня 2015, Шумен) — болгарський футболіст, що грав на позиції захисника.
Виступав, зокрема, за клуб ЦСКА (Софія), а також національну збірну Болгарії, з якою був учасником чемпіонаті світу 1974 року.

## Клубна кар'єра
Вихованець клубу «Волов» (Шумен). Дебютував у першій команді у віці 18 років. У сезоні 1971/72 за його допомогою команда вперше в історії вийшла до Групи А. Василев дебютував у болгарському вищому чемпіонаті 19 серпня 1972 року в гри з «Етиром» (1:2) і до кінця сезону провів 29 ігор, в яких забив один гол, але «Волов» не зумів врятуватись від вильоту. Однак своїми виступами Цоньо привернув увагу низки клубів і влітку 1973 року став гравцем ЦСКА (Софія).
У складі «армійців» Василев одразу став основним лівим захисником і допоміг команді стати чемпіоном Болгарії у сезонах 1974/75, 1975/76, 1979/80 та 1980/81, а також виграти Кубок Радянської Армії 1973/74. У 1975 році йому було присвоєно звання майстра спорту. У чемпіонаті загалом за ЦСКА Цоньо провів 199 ігор і забив 8 голів, а у європейських турнірах — 24 матчі за ЦСКА (16 — у КЄЧ, 2 — у КВК та 6 — у Кубку УЄФА).
1981 року Василев повернувся в рідний «Волов» (Шумен) і захищав його кольори до припинення виступів на професійному рівні у 1985 році за винятком невеликого періоду виступів за кіпрський «Етнікос» (Ахнас) у 1984 році.

## Виступи за збірну
4 лютого 1973 року дебютував в офіційних іграх у складі національної збірної Болгарії в товариському матчі з Індонезією (4:0).
У складі збірної був учасником чемпіонату світу 1974 року у ФРН, де зіграв у всіх трьох матчах Болгарії проти Швеції, Уругваю та Нідерландів, але болгари не виграли жодної гри та не змогли пройти груповий етап.
Загалом протягом кар'єри у національній команді, яка тривала 9 років, провів у її формі 46 матчів, забивши 3 голи.

## Особисте життя
Після закінчення ігрової кар'єри був тренером «Шумена» та «Черно море». Також працював муніципальним радником у муніципальній раді м. Шумен у період 2007—2011 років та членом правління м. Шумен. До свого 55-річчя отримав звання почесного громадянина Шумена.
2 червня 2015 року на 64-му році Василев трагічно загинув у місті Шумен. Смерть колишнього футболіста сталася о 20.00. За даними джерел, Василев поливав траву Студентського стадіону в Шумені і впав у шахту, внаслідок чого зламав собі шию.

## Титули і досягнення
- Чемпіон Болгарії (4):

ЦСКА (Софія): 1974–75, 1975–76, 1979–80, 1980–81
- Володар Кубка Болгарії (1):

ЦСКА (Софія): 19 73/74